# Tombe de Nikola Rašić à Niš
La tombe de Proka Jovkić à Niš (en serbe cyrillique : Споменик на гробу Николе Рашића у Нишу ; en serbe latin : Spomenik na grobu Nikole Rašića u Nišu) se trouve à Niš, dans la municipalité de Palilula et dans le district de Nišava, en Serbie. Elle est inscrite sur la liste des monuments culturels protégés de la République de Serbie (identifiant no SK 690),,.

## Présentation
Le monument sur la tombe de Nikola Rašić (1839-1898) est situé dans la partie centrale du Vieux cimetière de Niš. Il a été érigé en 1935 avec les fonds de la municipalité de Niš et les contributions volontaires des citoyens.
Nikola Kole Rašić était un participant et un organisateur bien connu de révoltes et de conspirations contre les Turcs. En 1870, les prêtres bulgares ont obtenu le droit de célébrer le culte en langue bulgare ; Rašić s'est fermement élevé contre le clergé bulgare et pour la protection de la langue serbe. À partir de 1871, il est resté en contact permanent avec les membres du Comité de Belgrade pour l'organisation de la lutte contre les Turcs dans le sud de la Serbie. Fin février 1874, il a créé le Comité de Niš, une organisation révolutionnaire secrète de lutte contre les Turcs ; et, à partir de 1875, ce comité a collecté des armes et recruté des membres Lorsque la guerre serbo-turque a éclaté en 1876, Rašić y a participé avec 200 volontaires ; pour le remercier de son engagement en faveur de la libération du sud de la Serbie, le prince Milan lui a octroyé le titre de « voïvode ».